# Liste der Gedenktafeln in Berlin-Karlshorst
Die Liste der Gedenktafeln in Berlin-Karlshorst enthält die Namen, Standorte und, soweit bekannt, das Datum der Enthüllung von Gedenktafeln.
Die Liste ist nicht vollständig.

## Karlshorst
| Bild | Name                                      | Standort               | Datum der Enthüllung |
| ---- | ----------------------------------------- | ---------------------- | -------------------- |
|      | Ruth Baumgarte                            | Rheingoldstraße 32     |                      |
|      | bedingungslose Kapitulation               | Zwieseler Straße 4     |                      |
|      | Bedingungslose Kapitulation der Wehrmacht | Zwieseler Straße 4     |                      |
|      | Hans Bellmer                              | Ehrenfelsstraße 8a     |                      |
|      | Nikos Belogiannis                         | Römerweg 39            |                      |
|      | Siegfried Berger                          | Römerweg 40            |                      |
|      | Hedwig Courths-Mahler                     | Dönhoffstraße 11       |                      |
|      | Festungspionierschule                     | Zwieseler Straße 6     |                      |
|      | Oskar Gregorovius                         | Ehrlichstraße 12       |                      |
|      | Hannes Hegen                              | Waldowallee 15         |                      |
|      | Heldentaten der sowjetischen Armee        | Zwieseler Straße 4     |                      |
|      | Heldentaten der sowjetischen Armee        | Zwieseler Straße 4     |                      |
|      | Kriegsende in Karlshorst                  | Zwieseler Straße 4     |                      |
|      | Bernhard Lichtenberg                      | Gundelfinger Straße 36 |                      |
|      | Joachim Lipschitz                         | Stühlinger Straße 15   |                      |
|      | Erwin Marcusson                           | Gundelfinger Straße 27 |                      |
|      | Erich Ollenhauer                          | Trautenauer Straße 6   |                      |
|      | Robert Siewert                            | Römerweg 36            |                      |
|      | St.-Antonius-Krankenhaus                  | Köpenicker Allee 39    |                      |
|      | Ernst Torgler                             | Liepnitzstraße 46      |                      |
|      | Trabrennbahn Karlshorst                   | Treskowallee 159       |                      |
|      | Trabrennbahn Karlshorst                   | Treskowallee 159       |                      |